# Grzybnia substratowa

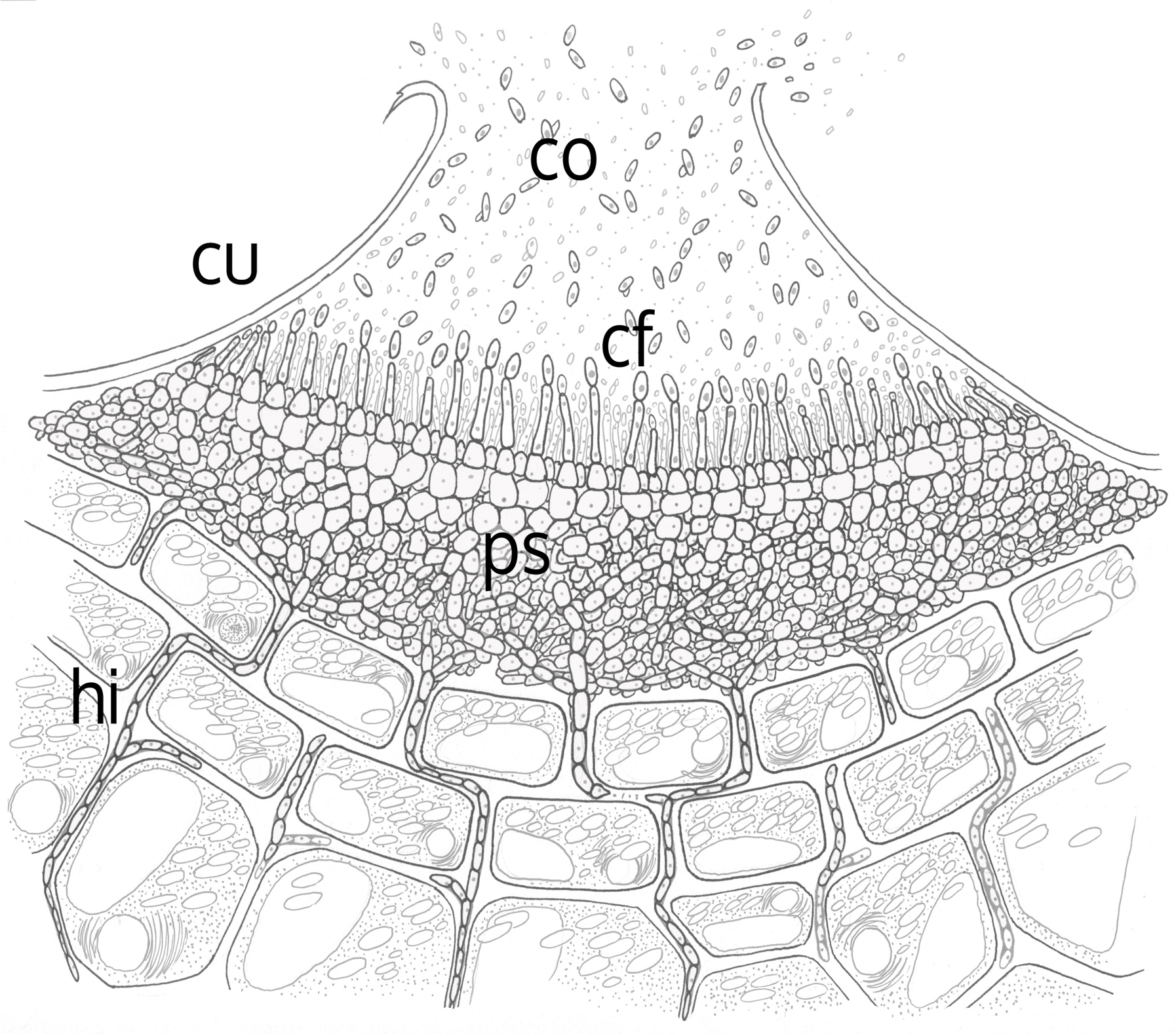
Acerwulus. cu – kutykula, co – konidia, cf – konidiofory, hi – grzybnia substratowa, ps – pseudoparenchyma

Grzybnia substratowa, zwana też grzybnią wegetatywną, wewnętrzną, wgłębną, podłożową, pożywkową lub strzępkami wegetatywnymi (ang. vegetative hyphae) – grzybnia wnikająca w podłoże. Służy do pobierania z niego wody i składników odżywczych. Specyficzną odmianą grzybni substratowej są ssawki – wyspecjalizowane strzępki występujące u grzybów pasożytniczych.
Przeciwieństwem grzybni substratowej jest grzybnia powietrzna występująca tylko na powierzchni podłoża. Podział na grzybnię powietrzną i substratową jest podziałem funkcjonalnym i u niektórych gatunków grzybów strzępki budujące te dwa rodzaje grzybni nie różnią się budową, u wielu jednak zaznaczają się duże różnice w budowie strzępek.
Strzępki wegetatywne z definicji nie mają przegród. Wyrastają z przegrody lub sprzążki na strzępce generatywnej i mogą mieć ograniczony wzrost lub w przypadku strzępek szkieletowych nieograniczony. W rzadkich przypadkach mogą mieć charakter interkalarny, to znaczy, że strzępki szkieletowe mogą wychodzić z przegrody i mogą nagle kończyć się przegrodą, która rozwija się dalej jako cienkościenna strzępka generatywna.
U gatunków o trimitycznym systemie strzępkowym zwykle łatwo jest odróżnić strzępki szkieletowe od strzępek łącznikowych. Jednak u wielu gatunków jest to trudne, ponieważ występują przejścia od dychotomicznie rozgałęzionych strzępek szkieletowych do typów bardziej drzewiastych, które są bardzo zbliżone do strzępek łącznikowych typu obserwowanego u Polyporus. W takich przypadkach kwestią uznania jest, jak te strzępki należy klasyfikować.